# أوليفيا ليويلين
أوليفيا ليويلين (بالإنجليزية: Olivia Llewellyn)‏ هي ممثلة بريطانية، ولدت في 1980 في إنجلترا في المملكة المتحدة.

## وصلات خارجية
- أوليفيا ليويلين على موقع IMDb (الإنجليزية)
- أوليفيا ليويلين على موقع ألو سيني (الفرنسية)
- أوليفيا ليويلين على موقع أول موفي (الإنجليزية)
- أوليفيا ليويلين على موقع قاعدة بيانات الفيلم (الإنجليزية)
- أوليفيا ليويلين على موقع كينوبويسك (الروسية)